# Ferenc Palánki

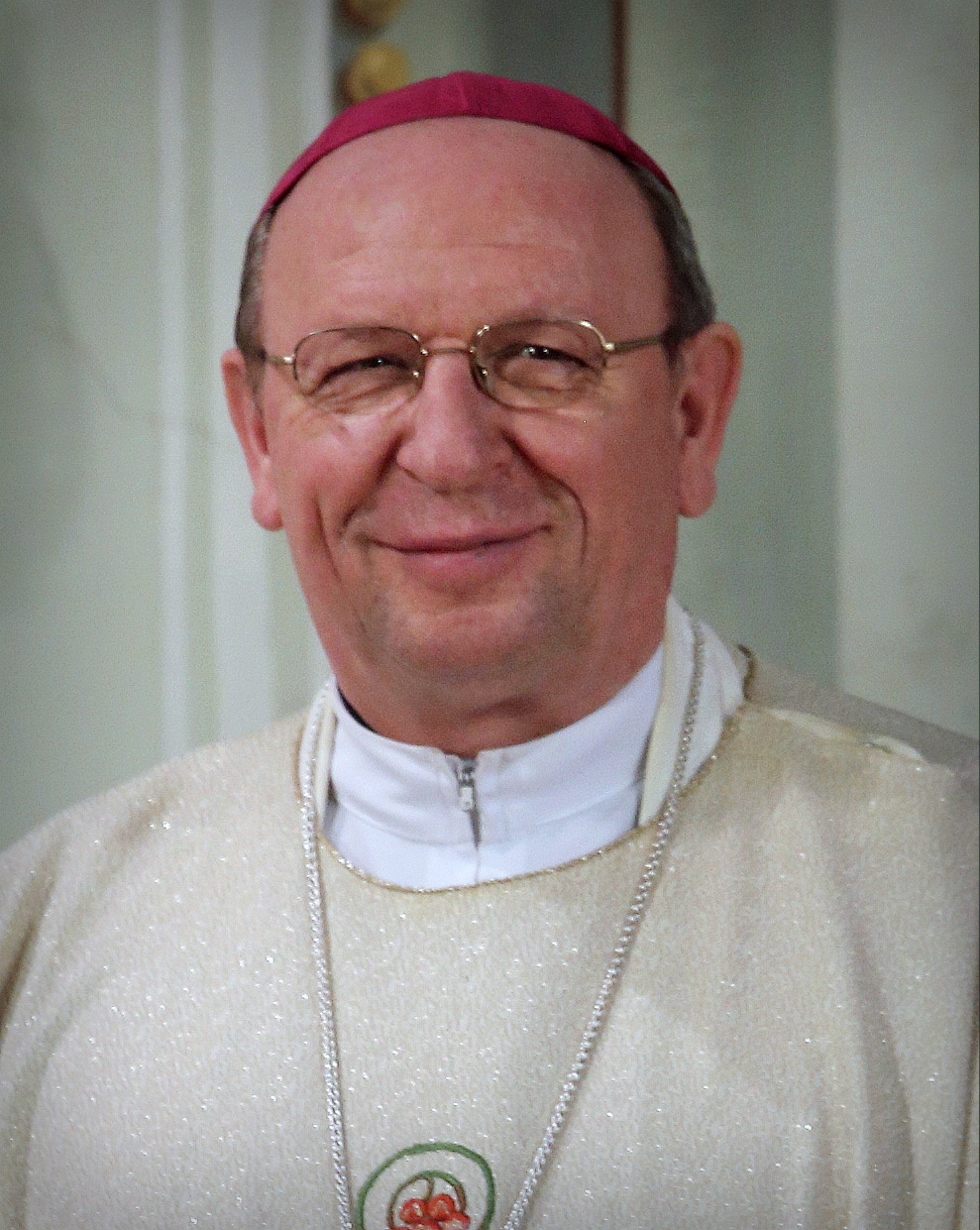
Ferenc Palánki (2015)

Wappen von Ferenc Palánki als Bischof von Debrecen-Nyíregyháza

Ferenc Palánki (* 11. März 1964 in Balassagyarmat, Ungarn) ist ein ungarischer Geistlicher und römisch-katholischer  Bischof von Debrecen-Nyíregyháza.

## Leben
Ferenc Palánki empfing am 18. Juni 1994 die Priesterweihe für das Bistum Vác.
Papst Benedikt XVI. ernannte ihn am 27. Dezember 2010 zum Weihbischof in Eger und Titularbischof von Fidoloma. Der Erzbischof von Esztergom, Kardinal Péter Erdő, spendete ihm am 26. Februar 2011 die Bischofsweihe; Mitkonsekratoren waren der scheidende Apostolische Nuntius in Ungarn, Erzbischof Juliusz Janusz, und Erzbischof Csaba Ternyák von Eger.
Am 21. September 2015 ernannte ihn Papst Franziskus zum Bischof von Debrecen-Nyíregyháza. Die Amtseinführung fand am 14. November desselben Jahres statt.